# Geisspfad
Der Geisspfadpass (ital. Passo della Rossa) ist ein 2474 m ü. M. hoher Pass im Schweizer Kanton Wallis, der westlich des Albrunpasses und parallel zu diesem über den südlichen Hauptkamm der Alpen führt.

## Geographie
Auf der Passhöhe, fünf Kilometer östlich der Schweizer Ortschaft Binn, verläuft die Grenze zwischen Italien und der Schweiz. Der Geisspfadpass stellt einen Nebenübergang vom Walliser Binntal zur Alpe Dévero im italienischen Valle Dévero dar. Etwas unterhalb der Passhöhe liegt auf Schweizer Seite der Geisspfadsee, über den sich das steil aufragende, aus dem seltenen, roten Serpentingestein gebildete Rothorn (ital. Punta della Rossa) mit einer Höhe von 2887 m ü. M. erhebt.

## Geschichte
Der Übergang hat alpinen Charakter. Er ist für Bergwanderer, nicht aber für Maultiersäumer begehbar und war daher nur von lokaler Bedeutung. Er wurde früher gelegentlich von Schmugglern genutzt.